# Archicad
Archicad est un logiciel d'architecture édité par la société hongroise Graphisoft, du groupe allemand Nemetschek, qui permet de modéliser un bâtiment en 3D puis d'établir divers documents nécessaires à sa construction (plans, coupes, élévations, perspectives, listes d'objets...).
Avec son concept Virtual Building, Archicad innove parmi les logiciels BIM (Building Information Modeling).

## Versions et types de licence

### Plateformes supportées
Archicad est disponible pour les systèmes d'exploitation Windows et macOS.
Archicad nécessite des machines robustes, de préférence multiprocesseurs 64 bit, comportant beaucoup de RAM et dotées de cartes graphiques performantes
.
Sur Mac, depuis la version 13, seules les machines MacIntel sont supportées.
Depuis la version 17, seules les machines équipées de multiprocesseurs 64 bit peuvent faire tourner le logiciel.
Depuis la version 26, une version adaptée aux processeurs Apple Silicon est proposée en parallèle de la version Intel.

### Types de licence
Des versions d’essai commerciale, éducative, et entièrement fonctionnelle de 30 jours peuvent être installées avec le même fichier d’installation. Tant qu’aucune protection matérielle n’est présente ou que le logiciel n’est pas activé avec un numéro de série de version d’essai ou éducative, Archicad peut être lancé en mode démo. Les fichiers d’installation peuvent être téléchargés ici: https://graphisoft.com/fr/telechargements sans inscription. Les numéros de série des versions d’essai et éducative peuvent être obtenus ici MyarchiCAD.com après inscription.
- La version commerciale est protégée soit par une clé physique, par une clé électronique de sécurité ou par une licence Cloud. Si aucune clé n’est présente, Archicad passe en mode Démo, où les fonctionnalités Sauvegarder, Copier et travail en équipe sont désactivées (Le mode d’impression reste actif, même si le fichier a été modifié depuis l’ouverture)[4].
- Les versions éducatives sont protégées par des numéros de série. Les fichiers sauvegardés dans une version éducative d’Archicad sont compatibles avec les versions commerciales, mais portent un filigrane identifiant le type de licence. Une fois qu’un projet a été modifié dans la version éducative, le filigrane persistera dans le fichier[5].
- La version d’essai est une version entièrement fonctionnelle dans laquelle vous pouvez sauvegarder, imprimer et publier des projets. Les formats de fichiers sont compatibles avec la version commerciale dès que la copie d’Archicad est utilisée avec une licence commerciale. Sinon, les fichiers créés par une version d’essai sont lisibles uniquement avec la même instance d’Archicad avec laquelle ils ont été créés. La version d’essai est protégée par un numéro de série[5].

### Langues et localisation
Archicad est disponible dans un grand nombre de versions locales. En plus de l'interface et de la documentation traduites, ces versions fournissent des bibliothèques d'objets paramétrables tenant compte des spécifications techniques du marché local.
Archicad est disponible dans les versions locales suivantes :
Anglais (International), US, Australien, New Zealand, Allemand, Suisse (Allemand), Autrichien, Français, Hongrois, Italien, Japonais, Espagnol, Finnois, Tchèque, Grec, Polonais, Portugais, Turc, Russe, Norvégien, Suédois, Danois, Néerlandais, Chinois simplifié, Chinois traditionnel, Coréen.

### Pluginsdéveloppés par Graphisoft
- Graphisoft MEP Modeler, application payante dédiée au HVAC[7].
- Graphisoft EcoDesigner, application payante jusqu'à la version 15, intégrée à Archicad 16, permettant de réaliser rapidement le bilan thermique d'un bâtiment[8].
- Graphisoft Virtual Building Explorer, application payante permettant d'exporter une maquette 3D exécutables par le client[9].

### Pluginset bibliothèques développés par des éditeurs externes
Graphisoft inclut le Geometric Description Language permettant de créer de nouveaux composants de bibliothèques. Ainsi de nombreuses bibliothèques sont disponibles sur le net, développées par des éditeurs externes ou des particuliers passionnés d'Archicad.
Graphisoft fournit aussi les outils et interfaces de connexions à la base de données Archicad (ODBC) nécessaires au développement d'API's et Plugins:
Ainsi, il existe quelque Plugins disponibles sur le net:
- Cigraph, le partenaire italien de Graphisoft[13],[14]
- Cadimage[15]

## Concept

### Virtual Building (BIM)
Le concept "Virtual Building" d'Archicad en fait l'un des pionniers du BIM (Building Information Modeling).
Il consiste à construire une maquette numérique 3D à partir de vues en plan, coupe, élévation, axonométrie ou perspective. L'édition d'un élément (terrain, mur, toit, porte, fenêtre...) dans l'une de ces vues est répercutée automatiquement dans toutes les autres vues.
Le "Virtual Building" communique vers d'autres logiciels spécialisés en construction (structure, réseaux...). Cette communication est assurée par le format standard IFC (Industry Foundation Classes) utilisé en import, export, pour les objets et les informations des éléments du modèle.

### Collaboration et accès à distance
Depuis la version 5.1 de Archicad en 1997, le partage de fichier via Teamwork permet à plusieurs architectes de travailler sur un même projet. Avec la version 13 d'Archicad en 2009, le partage de fichier via TeamWork 2.0 utilise une base de données, nommée "BIM Serveur". Depuis, seuls les changements sont communiqués à la base de données. Il est possible de se connecter à la base de données par Internet, ce qui permet de collaborer à un projet depuis différents pays.

### Geometric Description Language
Le langage propriétaire de Graphisoft GDL, Geometric Description Language, s'apparente au BASIC et permet de développer des objets 2D et 3D.

## Modélisation

### Les outils
Les outils de modélisation d'objets (maillage pour les terrains, mur, dalle, poteau, poutre, toit, coque, escalier, forme, porte, fenêtre...) sont complétés par des outils complexes, tels mur rideau ou garde-corps, qui organisent plusieurs objets en système paramétrable. D'autres objets 2D et 3D écrits en GDL, prédéfinis et paramétrables, sont disponibles dans une bibliothèque intégrée : structure, mobilier, lampes, véhicules... 

### Organisation en calques et étages
- Les étages se superposent.
- Les calques, visibles ou masqués, trient les éléments selon leur destination.

### Fonctionnalités avancées de modélisation
- Les opérations éléments solides réalisent des opérations booléennes : addition, soustraction, intersection.
- Le gestionnaire de profils permet d'appliquer des profils personnalisés aux murs, poutres et poteaux.
- L'outil coque modélise des couvertures extrudées, de révolution ou réglées.
- L'outil forme modélise des volumes complexes.

### API's intégrées spécialisées
- TrussMaker modélise des charpentes en bois ou en acier.
- RoofMaker modélise une toiture composée de plusieurs versants suivant un plan complexe.
- Système de grille cale la structure d'un bâtiment sur un système d'axes.

## Documentation du projet

### Documents
- Plans, coupes, façades, élévations intérieures et vues 3D vectoriels.
- Dessins de détails en 2D vectoriels.
- Images de synthèse bitmap.
- Nomenclatures des objets 3D (mur, dalle, poteau, poutre, toit ou maillage...) ou 2D (zones...) utilisés dans le projet.
- Mises en page.

### Outils 2D
- Lignes, polylignes, arcs, ellipses, splines. Trait ou symboles.
- Hachures graduées, vectorielles, symboles, images.
- Système d'axes.
- Insertion d'images bitmap et de PDF.
- Objets 2D.
- Cotations automatiques, dynamiques.
- Éditeur de texte RTF, correcteur orthographique.

### Techniques
- Couleur de fond.
- Ordre d'affichage des éléments.
- Patchs correctifs 2D

## Format
- Le format des fichiers est .pln
- Le format des fichiers de sauvegarde est .bpn
- Le format des fichiers archive est .pla

## Formats d'export CAO
On peut enregistrer les vues de type plan, coupe, façade, élévations intérieures ou document 3D aux formats CAO suivants:
- DWF (.dwf)
- DXF/DWG de Autodesk (.dxf, .dwg)
- DGN de Microstation (.DGN)
- IFC
- PDF

### Exports au formatDXF,DWG
Il s'avère difficile d'exporter ou d'importer plus que l'information 2D, via DXF et DWG.
De par la large diffusion d'AutoCAD chez les bureaux d'étude, les formats natif DWG et industriel DXF d'Autodesk sont devenus de facto standards pour exporter vers d'autres logiciels de CAO. Dans Archicad, les exports dans ces formats sont soumis à des traducteurs sophistiqués.
Archicad est membre de l'Open Design Alliance et contribue à l'élaboration d'une bibliothèque DWG ouverte.

### Exports au formatIFC
- IFC 2x2, 2x3, 4 (.ifc),
- IFCXML (.ifcxml)
- IFCzip

Voir plus bas les possibilités offertes par les IFCs

### Exports au formatPDF
Le format Acrobat PDF (Portable Document Format) de Adobe sert dans Archicad à imprimer et à exporter. Le fichier PDF peut contenir un fichier U3D imbriqué et navigable.

## Interopérabilité

### Connexion vers logiciels tiers
- Connexion Onetools[18], logiciel de planification de coût en architecture et Facility Management
- Connexion Strusoft[19]. le moteur de calcul thermique est présent dans l'extension EcoDesigner. Il est aussi possible d'exporter vers Strusoft vip-energy[20] ou vers FEM-Design, logiciel d'analyse structurelle[21]
- ArchiFM de Vintocon. Une Startup issue de Graphisoft. Logiciel de Facility Management. Fonctionnant avec Archicad sur Windows et MacOSX[22].

### Information 3D
En plus des formats images classiques décrits plus loin, depuis la fenêtre 3D il est possible d'exporter dans les formats suivants :
- Export Artlantis[23], logiciel de rendu.
- Import/Export Cinema 4D[24], le modeleur de Maxon.
- Import/Export Google Earth[25], le logiciel de cartographie 3D de la terre de Google.
- Import Google SketchUp[26], le modeleur surfacique de Trimble.
- Import/Export 3D Studio (.3ds), le modeleur d'Autodesk
- Export Lightscape (.lp)
- Export Piranesi, logiciel de rendu[27].
- Export U3D, format de fichier 3D
- Export VRML (.vrl), format de fichier 3D ouvert
- Export WaveFront (.obj), format de fichier 3D ouvert adopté par beaucoup de logiciels 3D (tels que Poser de e-frontier, Maya de Autodesk, Blender, MeshLab, 3D Studio Max, LightWave de Newtek (en), etc.

Une interface API développée par Graphisoft, Virtuel Building Explorer, permet de générer des fichiers 3D dans lesquels la maquette issue d'Archicad peut être explorée à la façon d'un jeu vidéo.

### Imports/Exports via le format IFC
Le format IFC, Industry Foundation Classes, certifié ISO, est un format de fichier standard qui rend possible l'échange de données entre logiciels de CAO. Il est développé en partie par l'Alliance internationale pour l'interopérabilité (IAI). Ce format est soutenu depuis 1996 par Graphisoft, le fabricant d'Archicad.
Le format IFC incorpore, hormis les données 2D et 3D du modèle, d'autres paramètres : élément porteur ou non, état existant, démoli ou projeté, matériau, coût...
Archicad, par l'interopérabilité du format IFC, communique avec d'autres logiciels de construction :

#### Vers les logicielsHVAC(chauffage, ventilation et climatisation)
- AutoCAD MEP[29]
- CADmep+[30]
- DDS-CAD MEP[31]
- Design Master[32]
- MagiCAD[33]
- Revit MEP[34]

#### Vers les logiciels d'analyse structurelle
| - AxisVM - CYPECAD - ETABS - FEM-Design | - Scia Engineer - Nemetschek AllPlan Engineering - Revit Structure - SAP2000 | - Tekla Structure de Trimble - Tricalc |

#### Vers les logiciels d'analyse énergétique
- ArchiPhysik[45]
- ECOTECT[46]
- Energy Plus[47]
- Green Building Studio[48]
- IES Virtual Environment[49]
- Riuska[50]

#### Vers les logiciels de vérification de modèle
- Solibri Model Checker[51]

## Visualisation et imagerie
Archicad peut afficher des projections parallèles (axonométrie, isométrie) et des perspectives dans une fenêtre de visualisation 3D (point de vue mobile) et dans une fenêtre de rendu (point de vue fixe).

### La fenêtre 3D
La fenêtre 3D est une fenêtre de modélisation et de visualisation. Il est possible d'y éditer un élément sélectionné de la maquette 3D par saisie de ses points chauds ou par sa fenêtre de paramétrage. La fenêtre 3D permet de se déplacer virtuellement dans le projet à la façon d'un jeu vidéo.

#### Moteurs
Deux moteurs affichent les informations dans la fenêtre 3D:
- Le moteur interne affiche des motifs vectoriels qu'il est facile d'imprimer. La 3D est simple, avec ou sans ombres portées. Le moteur Interne permet de générer les coupes et façades ainsi que les "documents 3D" qui sont des projections de la fenêtre 3D dans un plan particulier (vertical ou en perspective)
- Le moteur OpenGL déplace le calcul 3D vers une carte graphique nécessairement performante. OpenGL affiche des images vectorielles habillées de textures bitmap. Les transparences sont prises en charge ainsi que les ombres portées. La capacité de sortie d'OpenGL est plus limitée que celle du moteur interne, étant donné qu'il est fondé sur une technologie bitmap. OpenGL permet une navigation à l'écran nettement plus rapide sur la plupart des ordinateurs, à condition que le matériel le supporte.

### La fenêtre de rendu

#### Moteurs
Quatre moteurs affichent le projet selon des modes d'affichage et styles particuliers:
- Le moteur de rendu LightWorks, proposé depuis la version Archicad 9.0, génère des images réalistes pointues avec lancer de rayons, ombre douces, réflexions, shaders complexes. Le moteur Lightworks use de processeurs multiples.
- Le moteur de rendu interne permet de créer des rendus de qualité simple ou basique avec surface ombrées, ombres simples et transparences.
- Le moteur de rendu Z-buffer est semblable au moteur interne mais permet des calculs plus rapides lorsque la quantité de mémoire vive est suffisante.
- Le moteur de rendu Esquisse, proposé depuis la version 8.0, réalise des images simulant un dessin au crayon, à l'encre, au fusain, à "main levée".

### Animation de synthèse
Directement dans Archicad, il est possible de générer différentes animation 3D :
- Séquence d'image
- Fichier QTVR
- VR Diaporama

### Formats d'enregistrement
La fenêtre de rendu photoréaliste affiche une image matricielle finie du modèle (l'édition 3D n'y est pas possible) que l'on peut imprimer ou exporter vers des éditeurs d'image tels Photoshop. Elle permet d'enregistrer dans les formats :
| - SGI (.sgi) - Photoshop (.psd) - BMP (.bmp) - JPEG (*.jpg, .jpeg) - PICT (.pct) | - PNG (.png) - TIFF (.tif, .tiff) - Truevision Targa (TGA) (.tga) - JPEG 2000 (.jp2) - QuickTime (.qtif) |

Les fonctionnalités d'animations permettent d'exporter dans les formats suivants:
- AVI (.avi)
- MOV (.mov)

## Métré
Archicad est une base de données d'éléments de construction (murs, dalles, toits, objets, etc.). Les composants, leur nombre ainsi que leur disposition dans l'espace peuvent être affichés sous forme de tableau (appelé aussi nomenclature ou liste).
Une liste d'Archicad propose les fonctions suivantes :
- La sélection des éléments qui doivent être listés.
- La sélection des quantités qui doivent être mesurées et listées.
- La manière d'afficher les données.
- L'édition des données en liste WYSIWYG (What you see is what you get).
- L'export les données vers un éditeur externe (par exemple Microsoft Excel)

Archicad propose les données de différentes façons :
- La palette "Informations éléments" affiche sommairement les données d'un élément sélectionné.
- Les nomenclatures créent de façon plus claire et lisible des listes WYSIWYG.
- Le paramétrage permet de générer des présentations basiques listant des données simples. Au contraire, les utilisateurs chevronnés usent de critères pour extraire d'éléments du modèle des quantités précises, qui sont communiquées à une base de données. Enfin des "modèles graphiques" mettent en forme les listes.
- Archicad utilise pour ses bases de données le langage de programmation le plus répandu SQL ("Structured Query Language"). En interne ou à partir d'un éditeur externe de base de données, on peut lancer des requêtes puis obtenir des résultats structurés. Un pilote ODBC peut être téléchargé sur le site de Graphisoft www.graphisoft.com pour se connecter aux bases de données de projet Archicad (tels que les fichiers .pln).

### Formats d'export
Il est possible d'exporter dans les formats suivants :
- texte (.txt)
- texte tabulé (.txt)
- (.html)
- Microsoft Excel (.xls)
- Microsoft Word (.doc)
- Acrobat (.PDF)

## Mise en page
La mise en page s'est d'abord effectuée en exportant vers Plotmaker, une application livrée avec ArchiCAD. Le format du fichier de mise en page est ".lay", puis, dans la version 9 de PlotMaker, ".lbk".
À partir de la version 10, Archicad inclut les mises en page tout en continuant de lire les fichiers .lbk.

## Flux de travail
La palette du navigateur est à l'image du flux de travail dans Archicad.
- Le premier volet structure la maquette 3D en plans, coupes, vues et nomenclatures afin d'aider à la modélisation.
- Le deuxième volet liste les plans, coupes, vues et nomenclatures enregistrés selon certaines options (combinaisons de calque, échelle, stylos...).
- Le troisième volet liste les mises en page où sont placées les vues enregistrées.
- Le quatrième volet, "Publication" permet l'exportation, le tracé, l'impression, et la publications sur Internet.

## Publication
La fonction de publication permet d'automatiser les impressions vers une imprimante ou un traceur, ainsi que les exports dans les formats détaillés plus haut.
Archicad permet de publier sur Internet les documents du projet. Les fichiers au format DWF peuvent être visionnés dans un navigateur Web via un applet Java nommé Project Reviewer.
Les pilotes de traceur livrés avec Archicad utilisent tous le langage graphique vectoriel HPGL. Pour l'impression, les pilotes d'imprimante sont fournis par le fabricant.

## Historique des versions
Le développement d'Archicad débute en 1982 sur Macintosh. 
| Version                    | Année | OS |
| -------------------------- | ----- | --- |
| Radar CH                   | 1984  | Apple Lisa |
| ArchiCAD 2.0               | 1986  | Apple Macintosh |
| ArchiCAD 3.0               | 1987  | Apple Macintosh |
| ArchiCAD 3.1               | 1988  | Apple Macintosh |
| ArchiCAD 3.3               | 1989  | Apple Macintosh |
| ArchiCAD 3.4               | 1990  | Apple Macintosh |
| ArchiCAD 4.0               | 1991  | Apple Macintosh |
| ArchiCAD 4.1               | 1992  | Apple Macintosh |
| ArchiCAD 4.16              | 1993  | Windows 3.1 |
| ArchiCAD 4.5               | 1994  | Apple Macintosh |
| ArchiCAD 4.55              | 1995  | Apple Macintosh Win 3.1, Win95                                                                                       |
| ArchiCAD 5.0               | 1996  | Apple Macintosh Win95, WinNT                                                                                         |
| ArchiCAD 5.1               | 1997  | Apple Macintosh Win95, WinNT                                                                                         |
| ArchiCAD 6.0               | 1998  | Apple Macintosh Win95, WinNT                                                                                         |
| ArchiCAD 6.5               | 1999  | Apple Macintosh Win95, WinNT, Win2000                                                                                |
| ArchiCAD 7.0               | 2001  | Mac OS8/9/OSX Win98,NT4,2000,XP                                                                                      |
| ArchiCAD 8                 | 2002  | Mac OS9/OSX Win NT4,2000,XP                                                                                          |
| ArchiCAD 8.1               | 2003  | Mac OSX Win 2000,XP                                                                                                  |
| ArchiCAD 9                 | 2004  | Mac OSX Win2000,XP                                                                                                   |
| Archicad 10                | 2006  | Mac OSX (PPC) Win XP                                                                                                 |
| Archicad 10 MacTel version | 2006  | Mac OS X (Intel) |
| Archicad 11                | 2007  | Mac OSX 10.4 (PPC etIntel) Win XP, Vista                                                                             |
| Archicad 12                | 2008  | Mac OSX 10.4 and 10.5 (PPC et Intel) Win XP, Vista                                                                   |
| Archicad 13                | 2009  | Mac OSX 10.5 et 10.6 (Intel seulement) Win XP, Vista, 7                                                              |
| ArchiCAD 14                | 2010  | Mac OSX 10.5 et 10.6(Intel seulement) Win XP, Vista, 7                                                               |
| ArchiCAD 15                | 2011  | Mac OSX 10.5, 10.6 et 10.7(Intel seulement) Win XP, Vista, 7                                                         |
| ArchiCAD 16                | 2012  | Mac OSX 10.5, 10.6 et 10.7 et OS X 10.8(Intel seulement) (32 & 64bit) Win XP, Vista, 7                               |
| ArchiCAD 17                | 2013  | Mac OSX 10.5, 10.6 et 10.7 et OS X 10.8(Intel seulement) (64 bit uniquement) Win XP, Vista, 7, 8 (64 bits seulement) |
| ArchiCAD 18                | 2014  | Mac OSX 10.7 et suivants (64 bit) Win XP, Vista, 7, 8 (64 bits seulement)                                            |
| Archicad 19                | 2015  | Mac OSX 10.7 et suivants (64 bit) Win XP, Vista, 7, 8, 8.1, 10 (64 bits seulement)                                   |
| Archicad 20                | 2016  | Mac OSX 10.9 et suivants (64 bit) Win 7, 8, 8.1, 10 (64 bits seulement)                                              |
| Archicad 21                | 2017  | Mac OS X 10.10 et suivants (64 bit) Win 7, 8, 8.1, 10 (64 bits seulement)                                            |
| Archicad 22                | 2018  | Mac OSX 10.11 et suivants (64 bit) Win 7, 8, 8.1, 10 (version 64-bits)                                               |
| Archicad 23                | 2019  | Mac OSX 10.12 et suivants (64 bit) Win 7, 8, 8.1, 10 (version 64-bits)                                               |
| Archicad 24                | 2020  | Mac OSX 10.14 et suivants (64 bit) Win 10 (version 64-bits)                                                          |
| Archicad 25                | 2021  | macOS 12 Monterey, 11.3 Big Sur & 10.15 Catalina Windows 11 & 10 (version 64-bits)                                   |
| Archicad 26                | 2022  | macOS 12.5 Monterey, 11.3 Big Sur Windows 11 & 10 (version 64-bits)                                                  |
| Archicad 27                | 2023  | macOS 14 Sonoma, 13 Ventura Windows 11 & 10 (version 64-bits)                                                        |
| Archicad 28                | 2024  | macOS 15 Sequoia, 14 Sonoma Windows 11 & 10 (version 64-bits)                                                        |

## Applications similaires
- Revit
- VectorWorks
- Allplan
- Digital Project